# 杭州11·4万向公园特大抢劫杀人案
杭州11·4万向公园特大抢劫杀人案是指2000年11月4日发生在位于杭州繁华地带的万向公园（下城区武林路与体育场路交口，古武林门所在地）的造成两人死亡的刑事案件，该案产生了极坏的社会影响。
2000年11月4日晚，犯罪嫌疑人武凯和王广斌在杭州万向公园内对情侣左力和金晶实施抢劫后杀害。之后，两名犯罪嫌疑人逃离现场。由于技术限制，警方并没能在短时间内抓住嫌犯。在警方的努力下，2010年11月，两名嫌疑人在济南被警方抓获并被押送回杭州接受审判。在次年4月1日的庭审中，两人均当庭翻供但法庭并未采信。最终，两名犯罪嫌疑人因抢劫罪被判处死刑并剥夺政治权利和个人财产，同时法院要求两被告赔偿受害人家属合计40万元的民事赔偿。